# Serbischer Fußballpokal 2023/24
Der Serbische Fußballpokal 2023/24 (auch Kup Srbije) war die 18. Austragung des serbischen Pokalwettbewerbs. Er wurde vom Serbischen Fußball-Bund (FSS) ausgetragen. Titelverteidiger war Roter Stern Belgrad. Das Finale fand am 21. Mai 2024 statt.

## Modus
Alle Begegnungen wurden in einem Spiel ausgetragen. Endete ein Spiel nach 90 Minuten unentschieden, kam es direkt zum Elfmeterschießen. Bis zum Viertelfinale wurden die Mannschaften in zwei Töpfe platziert, so dass jedes gesetzte Team gegen ein ungesetztes antrat.

## Teilnehmer
| SuperLiga 2022/23 (16) | SuperLiga 2022/23 (16) | Prva Liga 2022/23 (16) | Prva Liga 2022/23 (16) | Regionale Pokalsieger (5)                                         |
| --- | --- | --- | --- | ----------------------------------------------------------------- |
| - FK Čukarički - FK Javor Ivanjica - FK Kolubara - FK Mladost Lučani - FK Mladost Novi Sad - FK Napredak Kruševac - FK Novi Pazar - Partizan Belgrad | - FK Radnik Surdulica - FK Radnički 1923 Kragujevac - FK Radnički Niš - Roter Stern Belgrad - FK Spartak Subotica - Vojvodina Novi Sad - FK Voždovac - TSC Bačka Topola | - FK Grafičar Belgrad - FK IMT Belgrad - FK Inđija - FK Jedinstvo Ub - FK Loznica - FK Mačva Šabac - FK Metalac - RFK Novi Sad 1921 | - FK Rad Belgrad - FK Radnički Belgrad - FK Radnički Sremska Mitrovica - FK Sloboda Užice - FK Trajal - OFK Vršac - FK Železničar Pančevo - FK Zlatibor Čajetina | - FK BASK - Dinamo Pančevo - FK Gracko - FK Meševo - FK Smederevo |

## Vorrunde
In dieser Runde trafen die fünf Sieger des Regionalpokals und die fünf schlechtplatziertesten Teams der Prva Liga 2022/23 aufeinander.
|                      | Ergebnis |                |
| -------------------- | -------- | -------------- |
| 13. September 2023   |          |                |
| FK Meševo            | 0:2      | FK Smederevo   |
| FK Zlatibor Čajetina | 0:1      | FK Metalac     |
| FK Trajal            | 3:0      | FK Gracko      |
| FK BASK              | 2:0      | FK Loznica     |
| Dinamo Pančevo       | 2:0      | FK Rad Belgrad |

## 1. Runde
Teilnehmer: Die fünf Sieger der Vorrunde, die 16 Teams der SuperLiga 2022/23 und die besten elf Vereine der Prva Liga 2022/23.
|                               | Ergebnis        |                             |
| ----------------------------- | --------------- | --------------------------- |
| 18. Oktober 2023              |                 |                             |
| FK Smederevo                  | 1:1 (4:3 i. E.) | TSC Bačka Topola            |
| FK Trajal                     | 0:6             | Roter Stern Belgrad         |
| 1. November 2023              |                 |                             |
| Dinamo Pančevo                | 0:5             | FK Voždovac                 |
| FK BASK                       | 2:4             | FK Radnički 1923 Kragujevac |
| FK Jedinstvo Ub               | 0:1             | Partizan Belgrad            |
| FK Radnički Sremska Mitrovica | 2:0             | FK Radnik Surdulica         |
| FK Grafičar Belgrad           | 2:0             | FK Spartak Subotica         |
| FK Inđija                     | 4:1             | FK Kolubara                 |
| OFK Vršac                     | 3:1             | FK Mladost Lučani           |
| FK Radnički Belgrad           | 0:0 (3:4 i. E.) | FK Čukarički                |
| FK Sloboda Užice              | 0:0 (4:5 i. E.) | FK Napredak Kruševac        |
| FK IMT Belgrad                | 1:1 (2:4 i. E.) | FK Javor Ivanjica           |
| FK Železničar Pančevo         | 0:1             | FK Novi Pazar               |
| FK Mačva Šabac                | 0:1             | FK Mladost Novi Sad         |
| FK Metalac                    | 0:3             | FK Radnički Niš             |
| RFK Novi Sad 1921             | 0:2             | Vojvodina Novi Sad          |

## Achtelfinale
|                             | Ergebnis        |                               |
| --------------------------- | --------------- | ----------------------------- |
| 5. Dezember 2023            |                 |                               |
| FK Inđija                   | 2:3             | FK Novi Pazar                 |
| 6. Dezember 2023            |                 |                               |
| OFK Vršac                   | 1:0             | FK Napredak Kruševac          |
| FK Radnički 1923 Kragujevac | 5:0             | FK Smederevo                  |
| FK Čukarički                | 4:1             | FK Javor Ivanjica             |
| FK Voždovac                 | 6:3             | FK Radnički Sremska Mitrovica |
| FK Mladost Novi Sad         | 0:3             | Vojvodina Novi Sad            |
| Roter Stern Belgrad         | 5:0             | FK Radnički Niš               |
| 7. Dezember 2023            |                 |                               |
| Partizan Belgrad            | 1:1 (5:4 i. E.) | FK Grafičar Belgrad           |

## Viertelfinale
|                             | Ergebnis        |                    |
| --------------------------- | --------------- | ------------------ |
| 10. April 2024              |                 |                    |
| FK Čukarički                | 1:1 (3:4 i. E.) | Vojvodina Novi Sad |
| Roter Stern Belgrad         | 3:0             | OFK Vršac          |
| Partizan Belgrad            | 1:1 (4:3 i. E.) | FK Voždovac        |
| 11. April 2024              |                 |                    |
| FK Radnički 1923 Kragujevac | 3:1             | FK Novi Pazar      |

## Halbfinale
|                             | Ergebnis |                    |
| --------------------------- | -------- | ------------------ |
| 24. April 2024              |          |                    |
| Roter Stern Belgrad         | 2:0      | Partizan Belgrad   |
| FK Radnički 1923 Kragujevac | 0:1      | Vojvodina Novi Sad |

## Finale
| Paarung             | Roter Stern Belgrad – Vojvodina Novi Sad |
| Ergebnis            | 2:1 (1:0) |
| Datum               | 21. Mai 2024, 20:15 Uhr |
| Stadion             | Stadion Lagator, Loznica |
| Zuschauer           | 7.900 |
| Schiedsrichter      | Milan Ilić |
| Tore                | 1:0 Mirko Ivanić (37.), 2:0 Uroš Spajić (66.), 2:1 Aleksa Vukanović (90.+8') |
| Roter Stern Belgrad | Omri Glazer – Uroš Spajić, Aleksandar Dragović , Milan Rodić – Srđan Mijailović, Marko Stamenić (74. Aleksandar Katai), Hwang In-beom, Mirko Ivanić (90.+5' Jovan Šljivić) – Peter Olayinka, Osman Bukari (75. Guélor Kanga), Cherif Ndiaye (90.+6' Nikola Knežević) Cheftrainer: Vladan Milojević |
| Vojvodina Novi Sad  | Lazar Carević – Seid Korac, Đorđe Crnomarković, Stefan Đorđević, Milan Lazarević (77. Norman Campbell) – Njegoš Petrović, Vukan Savićević (65. Andrija Radulović), Dejan Zukić (88. Uroš Nikolić), Caleb Zady Sery – Aleksa Vukanović, Mihailo Ivanović Cheftrainer: Bozidar Bandović              |
| Gelbe Karten        | Marko Stamenić (20.), Cherif Ndiaye (41) – Đorđe Crnomarković (30.), Seid Korac (63.), Aleksa Vukanović (87.), Vukan Savićević (89.) |